# Dryobotodes major
Dryobotodes major là một loài bướm đêm trong họ Noctuidae.